# 森林城市 (佛羅里達州)
森林城市（英語：Forest City）是位於美國佛羅里達州塞米諾爾縣的一個人口普查指定地區。

## 地理
森林城市的座標為28°39′46″N 81°26′34″W / 28.66278°N 81.44278°W，而該地最高點為海拔高度29米（即95英尺）。

## 人口
根據2010年美國人口普查的數據，森林城市的面積為12.80平方千米，當中陸地面積為11.10平方千米，而水域面積為1.70平方千米。當地共有人口12612人，而人口密度為每平方千米985人。